# Hidetoshi Katori
Hidetoshi Katori (jap. 香取 秀俊, Katori Hidetoshi; * 27. September 1964 im Bezirk Kita (ehemalige Stadt Tokio), Präfektur Tokio) ist ein japanischer Physiker.
Katori studierte angewandte Physik an der Universität Tokio mit dem Bachelor-Abschluss 1988 und dem Master-Abschluss 1990 und wurde dort 1994 promoviert. Als Post-Doktorand war er bis 1997 am Max-Planck-Institut für Quantenoptik in Garching und 1997 bis 2002 Gruppenleiter eines ERATO-Projekts der Japanischen Wissenschafts- und Technologieagentur (JST). 1999 wurde er Associate Professor und 2010 Professor für Angewandte Physik an der Universität Tokio. Seit 2011 ist er außerdem Chefwissenschaftler im Quanten-Metrologie-Labor des RIKEN und seit 2014 auch Teamleiter am Center for Advanced Photonics des RIKEN.
2014 trat er eine Gastprofessur an der Universität Tübingen an.
Katori schlug 2001 die Optische Gitter-Uhr vor (optical lattice clock), eine Atomuhr, die auf einem optischen Übergang eines neutralen Atoms beruht und zur Erhöhung der Genauigkeit viele identische, in einem optischen Gitter gefangene Atome verwendet, und demonstrierte sie 2003. Sie wurde seither von mehreren Gruppen übernommen und weiterentwickelt und erreicht (Stand 2018) eine Genauigkeit von mehr als 18 Dezimalstellen (entsprechend einem Fehler von weniger als einer Sekunde in 30 Milliarden Jahren). Katori arbeitet an einer Verbesserung der Genauigkeit auf 19 Dezimalstellen (relative Genauigkeit 10−19). Als Anwendung demonstrierte er ihr Verwendung in der relativistischen Geodäsie: über die allgemein-relativistische Zeitdilatation konnten mit den Atomuhren Höhendifferenzen von 1 cm über große Entfernungen gemessen werden. Außerdem benutzt er den Vergleich von Atomuhren mit Sr-, Yb- und Hg-Atomen, um Schranken für die hypothetische Zeitabhängigkeit physikalischer Konstanten (insbesondere der Feinstrukturkonstante) einzugrenzen.
Außerdem befasst er sich mit Laserkühlung und Atomfallen für hochpräzise dopplerfreie Laserspektroskopie und der Entwicklung superradianter Laser mit besonders schmaler Linienbreite.
2011 erhielt er den Asahi-Preis, 2015 den Preis der japanischen Akademie der Wissenschaften (Nippon-Gakushiin-shō, „Japan Academy Prize“) und 2017 den Leo Esaki Preis für die Erfindung und Realisierung hochpräziser optischer Gitter-Uhren. 2011 erhielt er den Philipp Franz von Siebold-Preis, 2008 den I. I. Rabi Award und 2005 den Julius-Springer-Preis für angewandte Physik und den European Time and Frequency Award. Für 2022 wurde Katori der Breakthrough Prize in Fundamental Physics zugesprochen.

## Schriften (Auswahl)
- mit T. Takano, M. Takamoto, I. Ushijima, N. Ohmae, T. Akatsuka, A. Yamaguchi, Y. Kuroishi, H. Munekane, B. Miyahara: Geopotential measurements with synchronously linked optical lattice clocks, Nature Photon. 10, 662 (2016).
- mit N. Nemitz, T. Ohkubo, M. Takamoto, I. Ushijima, M. Das, N. Ohmae: Frequency ratio of Yb and Sr clocks with 5×10-17 uncertainty at 150 seconds averaging time, Nature Photon. 10, 258 (2016).
- mit K. Yamanaka, N. Ohmae, I. Ushijima, M. Takamoto: Frequency Ratio of 199Hg and 87Sr Optical Lattice Clocks beyond the SI Limit, Physical Review Letters 114, 230801 (2015).
- mit V. D. Ovsiannikov, S. I.  Marmo, V. G. Palchikov: Strategies for reducing the light shift in atomic clocks, Physical Review A 91, 052503 (2015)
- mit I. Ushijima, M. Takamoto, M. Das, T. Ohkubo: Cryogenic optical lattice clocks, Nature Photonics 9, 185–189 (2015).
- Andrei Derevianko, Hidetoshi Katori: Colloquium: Physics of optical lattice clocks. In: Rev. Mod. Phys. Band 83, Nr. 2, 2011, S. 331–347, doi:10.1103/RevModPhys.83.331, arxiv:1011.4622, bibcode:2011RvMP...83..331D.
- mit M. Takamoto, T. Takano: Frequency comparison of optical lattice clocks beyond the Dick limit, Nature Photon. 5, 288–292 (2011).
- Optical lattice clocks and quantum metrology, Nature Photon 5, 203–210 (2011).
- mit K. Hashiguchi, E. Y. Il'inova, V. D. Ovsiannikov: Magic Wavelength to Make Optical Lattice Clocks Insensitive to Atomic Motion, Phys. Rev. Lett. 103, 153004 (2009).
- mit T. Akatsuka,  M. Takamoto: Optical lattice clocks with non-interacting bosons and fermions, Nature Physics 4, 954–959 (2008).
- mit H. Hachisu, K. Miyagishi, S. G.  Porsev, A.  Derevianko, V. D. Ovsiannikov, V. G. Pal'chikov, M. Takamoto: Trapping of Neutral Mercury Atoms and Prospects for Optical Lattice Clocks, Phys. Rev. Lett. 100, 053001 (2008).
- mit M. Takamoto, F. L. Hong, R.  Higashi: An optical lattice clock, Nature 435, 321–324 (2005).
- mit M. Takamoto, V. G. Pal'chikov, V. D. Ovsiannikov: Ultrastable Optical Clock with Neutral Atoms in an Engineered Light Shift Trap, Phys. Rev. Lett. 91, 173005 (2003).
- mit  T. Ido, Y. Isoya,M. K.-Gonokami: Magneto-optical trapping and cooling of strontium atoms down to the photon recoil temperature, Phys. Rev. Lett., 82, 1116–1119 (1999).